# Juvenco
Juvenco (em latim: Gaius Vettius Aquilinus Juvencus) foi um presbítero cristão espanhol e um poeta latino do século IV.

## Vida
Sobre sua vida, sabemos apenas o que São Jerônimo nos conta em De Viris Illustribus (capítulo 84). Segundo ele, Juvenco nasceu de uma família nobre e escreveu durante o reinado do imperador romano Constantino I.
De uma passagem de seu trabalho (II, 806 e seguintes) e da crônica de São Jerônimo, podemos inferir que ele escreveu em aproximadamente 330 dC. Seu poema, em Hexâmetro dactílico, chama-se Evangeliorum libri ("Os Evangelhos"). Ele conta a história de Cristo de acordo com os Evangelhos, particularmente o de São Mateus. Ele se utiliza dos demais evangelistas quando não encontra o que precisa em São Mateus  — como a história da Infância de Jesus, que ele tirou de São Lucas. Este segue os evangelhos "literalmente", segundo Jerônimo.

## Evangeliorum libri
O problema que ele enfrentou era reproduzir o texto dos Evangelhos numa linguagem simples, em conformidade com a tradição dos poetas latinas, emprestada principalmente de Virgílio. Esta tarefa lhe permitiu muito pouca originalidade, além da exibida nas novas palavras compostas, ou derivadas, de acordo com os tipos familiares (auricolor, flammiuomus, flammicomans, sinuamen), sinônimos elegantes para expressar as realidades cristãs (tonans para "Deus", genitor para Pai, spiramen para o Espírito Santo, uersutia para o Diabo), ou, finalmente, expressões arcaicas. A linguagem é correta e os versos bem construídos, mas há pouca cor ou movimento. Umas poucas obscuridades de prosódia traem o período em que a obra foi escrita. O efeito completo foi cuidadosamente construído.
No prólogo, Juvenco anuncia que ele deseja contrapor os contos mentirosos dos poetas pagãos, Homero e Virgílio, com as glórias da fé verdadeira. Ele deseja que seu poema sobreviva à destruição do mundo pelo fogo e que o poema o livrará do inferno. Ele invoca o Espírito Santo assim como os pagãos invocavam as musas ou Apolo.
A obra é dividida em quatro livros, que são divisões arbitrárias da vida de Cristo. O número quatro parece ter um significado simbólico correspondente ao número de evangelistas. Outros traços de simbolismo foram encontrados na obra de Juvenco, o mais notável sendo o significado atribuído aos presentes dos magos — o incenso oferecido ao Deus, o ouro ao Rei e a mirra ao Homem. Esta interpretação, que ele certamente não inventou, teria enorme sucesso, como sabemos.
Por fim, oito versos preliminares - cuja autoria por Juvenco é contestada - caracterizam os evangelistas e atribuem emblemas a eles, como a águia para São Marcos e o leão para São João.
O texto da Bíblia que Juvenco parafraseou era, claro, uma versão antiga. Além disso, ele parece ter tido acesso à uma versão grega. A fonte de sua fraseologia poética e sua técnica é, primeiramente, Virgílio, depois Lucrécio, Propércio, Horácio, Ovídio, Sílio Itálico e Estácio. A fria correção do texto apelava ao gosto da Idade Média, quando ele foi frequentemente citado, imitado e copiado.
São Jerônimo afirma ainda que Juvenco compôs outro poema cristão, menor, sobre "a ordem dos mistérios" (Sacramentorum ordinem). Esta se perdeu.
Escritores modernos atribuíram incorretamente à Juvenco o Heptateuchus, uma obra de Cipriano da Gália, e a De Laudibus Domini, um trabalho do tempo de Juvenco, mas que deve ser creditado a algum pupilo dos retóricos de Augustoduno (Autun atualmente).

## Edições
- C. Marold (Lípsia, 1886) in the "Bibliotheca Teubneriana"
- J. Hümer (Viena, 1891) in the "Corpus script. ecclesiast. latinorum"